# Falköpings västra socken
Falköpings västra socken i Västergötland ingick i Gudhems härad, uppgick 1935 i Falköpings stad, och området är sedan 1971 en del av Falköpings kommun, från 2016 inom Falköpings distrikt.
Socknens areal var 7,09 kvadratkilometer land. År 1933 fanns här 1 544 invånare. Som sockenkyrka användes Falköpings stads kyrka, Sankt Olofs kyrka.

## Administrativ historik
Socknens ursprung är oklar, men bör ha varit ett fristående område åtminstone från omkring 1600 då Falköpings landsförsamling fick utökat omfång och sitt namn.  
Vid kommunreformen 1862 övergick socknens ansvar för de kyrkliga frågorna till Falköpings landsförsamling, gemensam med Falköpings östra socken, och för de borgerliga frågorna bildades Falköpings västra landskommun. Landskommunen uppgick 1935 i Falköpings stad som 1971 ombildades till Falköpings kommun. Församlingen uppgick 1983 i Falköpings församling som utökades 2006.
1 januari 2016 inrättades distriktet Falköping, med samma omfattning som Falköpings församling fick 1983, och vari detta sockenområde ingår.
Socknen har tillhört län, fögderier, tingslag och domsagor enligt vad som beskrivs i artikeln Gudhems härad.

## Geografi
Falköpings västra socken låg närmast väster om staden Falköping på Mössebergs östsluttning. Socknen är en kuperad skogsbygd med höjder som når 326 meter över havet.

## Fornlämningar
Gånggrifter och hällkistor från stenåldern är funna. Från bronsåldern har fynd påträffats i en gravhög vid Dotorp.

## Namnet
Namnet skrevs på 1200-talet Falakopog och innehåller områdesnament Falan och köpunger, 'handelsplats'.